# 东盎格利亚

東盎格利亞的旗幟

东盎格利亚（英語：East Anglia）是对东英格兰一个地区的传统称呼，以一个古代盎格鲁-撒克逊王国——东盎格利亚王国命名。盎格鲁人的名字来自他们的故乡——德国北部的昂格尔恩。东盎格利亚最初包括诺福克和萨福克，后来由于公主埃塞德丽达的联姻，伊利岛也成为了王国的一部分。东安格利亚本是个标准统计区，现在是英格兰东政府公务区，被定义为统计领土单位名称，包括诺福克、萨福克、剑桥。

## 地理
该地区土地平整，部分由沼泽、湿地构成，虽然萨福克和诺福克有轻微起伏。主要城市有剑桥、伊利、彼得伯勒、諾里奇。

### 氣候
虽然有湿地，但该地区是英格兰最干燥的地区之一，夏季经常会达到着火干燥条件，引发草地及灌木丛的火灾。冬季最高温为5–10 °C，夏季为20–25 °C。許多地區的年降水量不足700毫米，沿海地區日照量往往較高。斯陶尔河是区域内的主要河流。